# Phorinia auriforns
Phorinia auriforns là một loài ruồi trong họ Tachinidae.